# Passo di Limo
Il passo di Limo (Limojoch in tedesco, Ju de Limo in ladino), è un valico alpino delle Dolomiti, posto a 2172 m s.l.m., che mette in comunicazione la valle di Marebbe (precisamente l'alpe di Fanes Piccolo) con la val di Fanes (alpe di Fanes Grande). Più in generale il passo di Limo rappresenta un valico fra il bacino idrografico del rio Gadera (bacino dell'Adige) e del torrente Boite (bacino del Piave).

## Descrizione

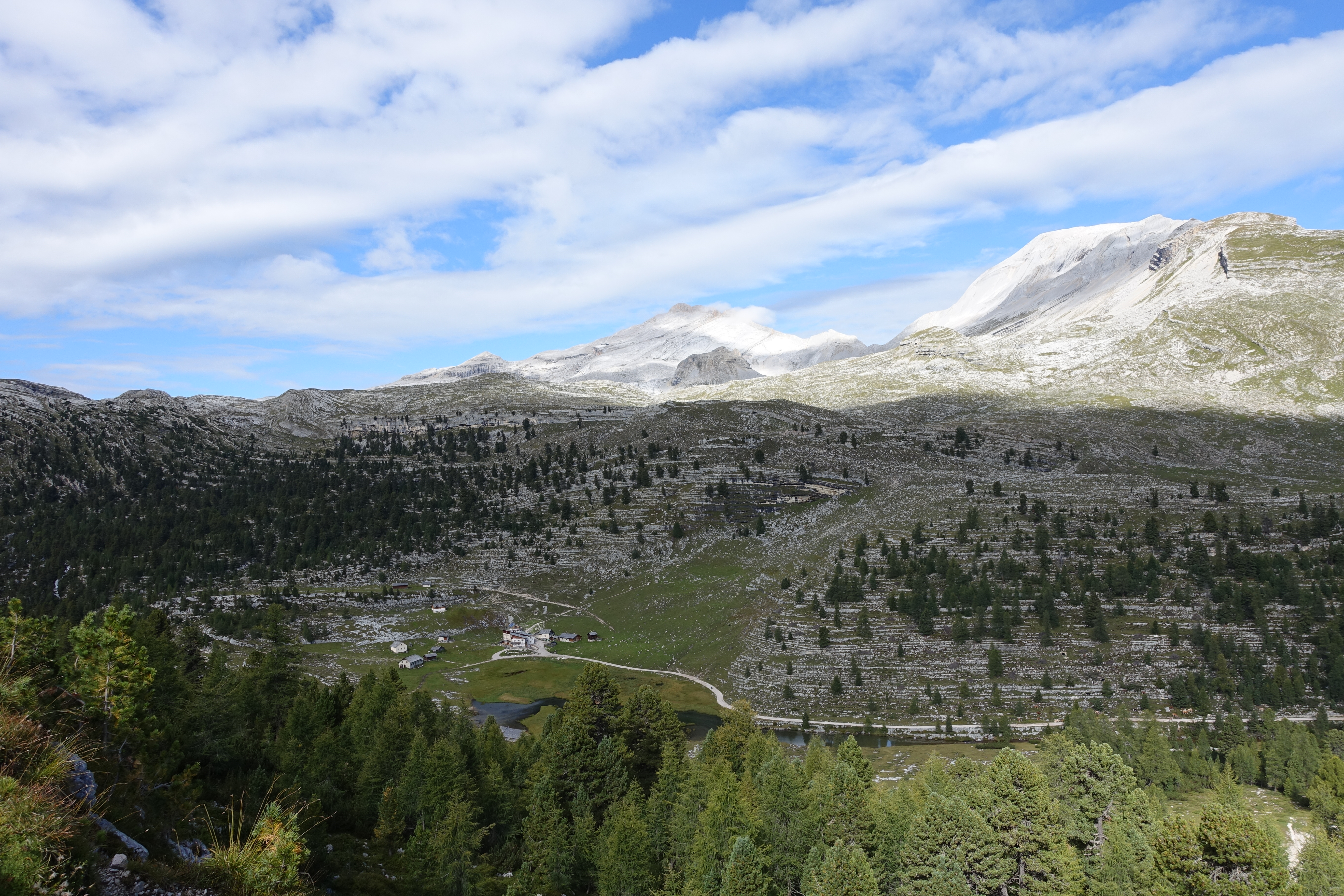
Vista sull'alpe di Fanes Piccolo dal passo di Limo.

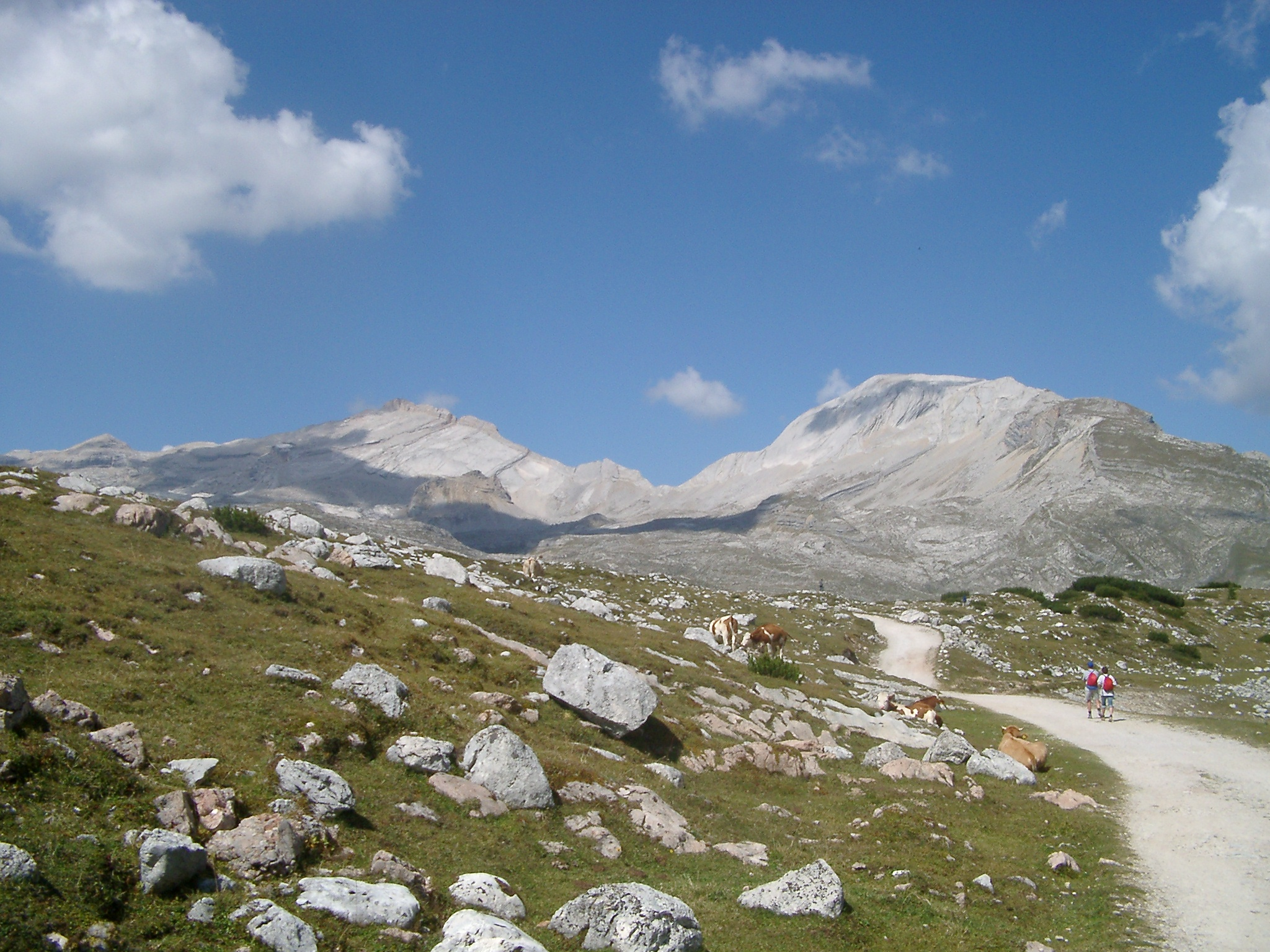
Il passo di Limo con vista verso ovest e il Sasso di Santa Croce.

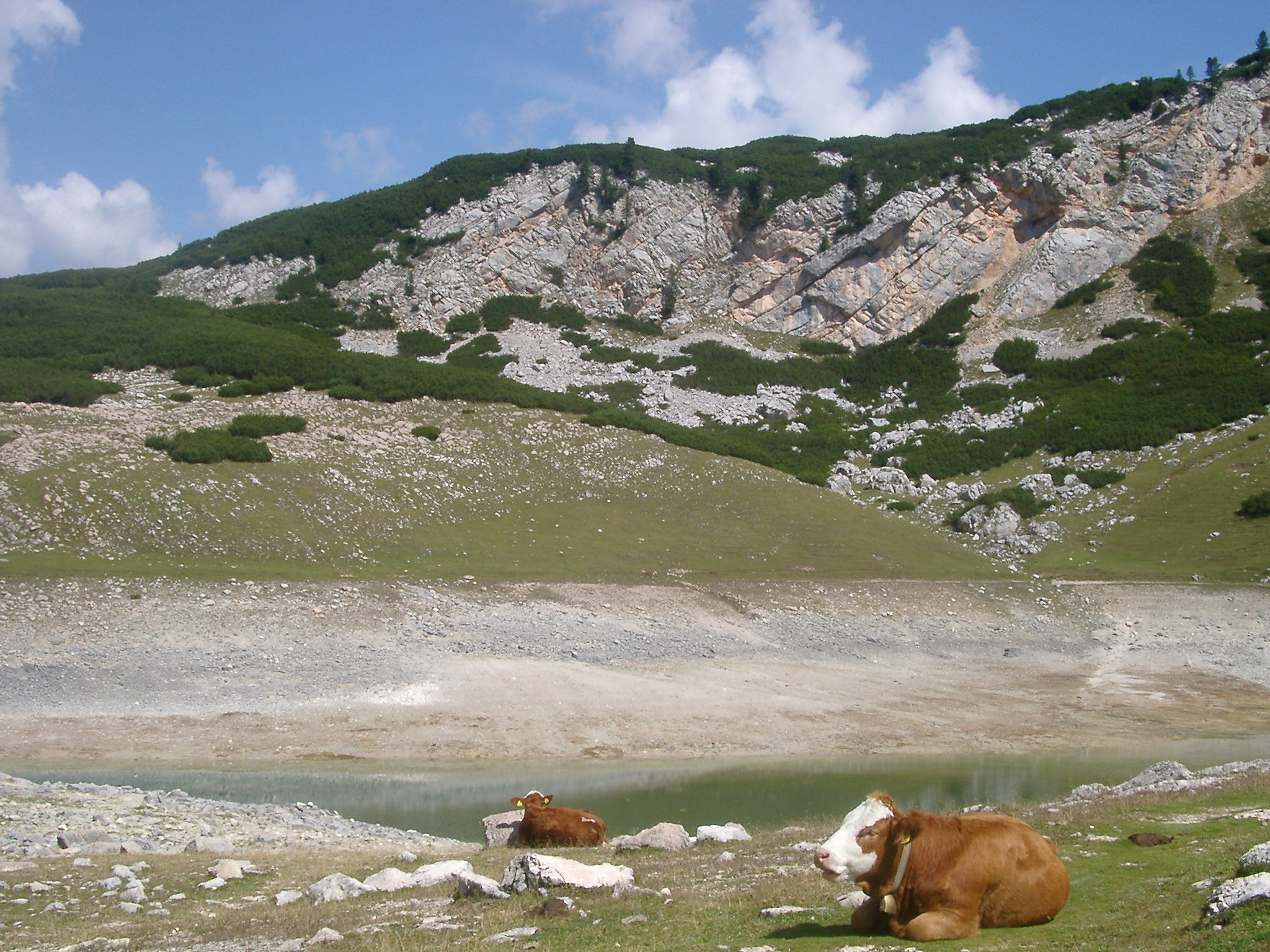
Mucche al pascolo nei pressi del lago di Limo.

Il valico è attraversato da una sola strada sterrata, un tempo carrabile, oggi chiusa al traffico in seguito all'inclusione dell'intera area dell'alpe di Fanes nel Parco naturale Fanes - Sennes - Braies e applicazione delle relative misure.
Si presenta come un passo piuttosto ampio e relativamente pianeggiante. Su questo pianoro trova posto pure un piccolo lago chiuso, il lago di Limo.
L'ex strada carrabile è segnalata oggi come sentiero n. 11, nonché parte dell'Alta via n. 1 dal Lago di Braies a Belluno. Dal passo si dirama il sentiero n. 418 che conduce alla vetta del Col Bechei e più avanti al rifugio Ra Stua.
Dal passo si può ammirare un notevole panorama sulla sottostante alpe di Fanes Piccolo e sul fronte interno del Sasso di Santa Croce. Verso est invece la vista spazia sulla val di Fanes e sul gruppo di Fanis.
Nei pressi del passo è tuttora visibile la piccola caserma con relativo eliporto in uso al 6º Reggimento alpini, ormai dimessa.